# Krumbach (Németország)
Krumbach település Németországban, azon belül Bajorországban. Lakosainak száma 13 940 fő (2023. december 31.).

## Szomszédos községek
- Neuburg an der Kammel (észak)
- Ursberg (kelet)
- Winzerwald (délkelet)
- Aletshausen (dél)
- Waltenhausen (dél)
- Ebershauser-Nattenhauser Wald (délnyugat)
- Ebershausen (délnyugat)
- Breitenthal (nyugat)
- Deisenhausen (északnyugat)

## Népesség
A település népessége az elmúlt években az alábbi módon változott:
| Lakosok száma | 1684 | 6420 | 10 563 | 11 757 | 12 351 | 12 673 | 12 953 | 13 135 | 13 610 | 13 940 |
|               | 1875 | 1950 | 1975   | 1987   | 2012   | 2014   | 2016   | 2017   | 2021   | 2023   |

Dietenheimtől keletre fekvő település.

## Története

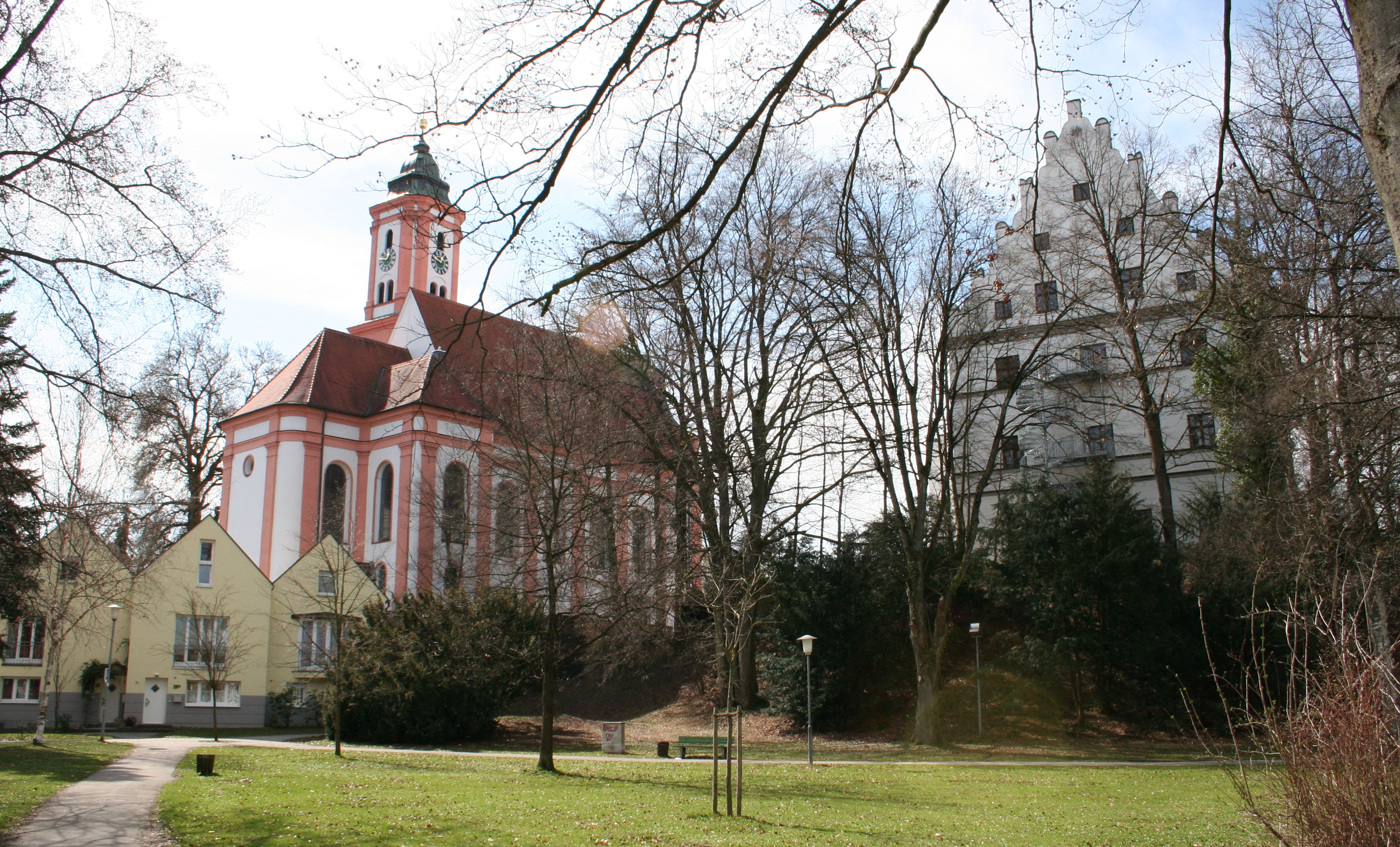

Krumbach nevét 1156-ban említették először, majd 1370-ben mint piacos hely volt említve. 1305-1805 között egy része Habsburg uralom alá került, majd a Pozsonyi Béke idején Krumbach bajor terület lett. 1895 október 1-jén Krumbach megkapta a városi rangot, 1902-ben összeolvadt a szomszéd Hürben faluval.
1972 június 30-án Krumbach megyeszékhellyé vált a  Krumbach (Schwaben) kerületben.

## Nevezetességek
- Régi városháza a piactéren - a favázas épület 1679-ben épült
- Szent Mihály plébániatemplom - a barokk katolikus plébániatemplom 1751-1753 között épült.

- Krumbachi vár -  1530-ban épült.
- Múzeum
- Panoptikum

## Itt születtek, itt éltek
- Heinrich Thannhauser- (1859-1934), műkereskedő
- Maximilian Bernhart (született október 12, 1883 Krumbachban; † 1 október 1952 Untertürkheimben), numizmatikus, az Állami Coin Collection München igazgatója
- Ernst Buschor (1886-1961) régész
- Justin Thannhauser- (1892-1976), műkereskedő
- Martin Egg (1915-2007), költő
- Walter West Rupp (1944), népdalénekes, tagja volt a Witthüser & West Rupp duónak
- Michaela Pilters (* 1952), újságíró
- Hermann Sallinger (1953-2002), vállalkozó
- Perry Paul (* 1953), hasbeszélő és előadóművész
- Mario Jeckle (1974-2004), tudós és író
- Tanja Worle (* 1980), focista
- Thomas Wörle (* 1982), futballedző

## A városhoz kapcsolódó személyiségek
- Hedwig Lachmann (1865-1918)
- Otto Schorer (1917-2006), festő
- Carlo Schellemann (1924-2010), festő, grafikus
- Karl Ganser (született 1937), nemzetközileg ismert város fejlesztő
- Thomas Lumpur (* 1963) Bundesliga sakkozók, FIDE mester
- Thomas Tuchel (* 1973), az egykori német labdarúgó és a jelenlegi futballedző

## Galéria

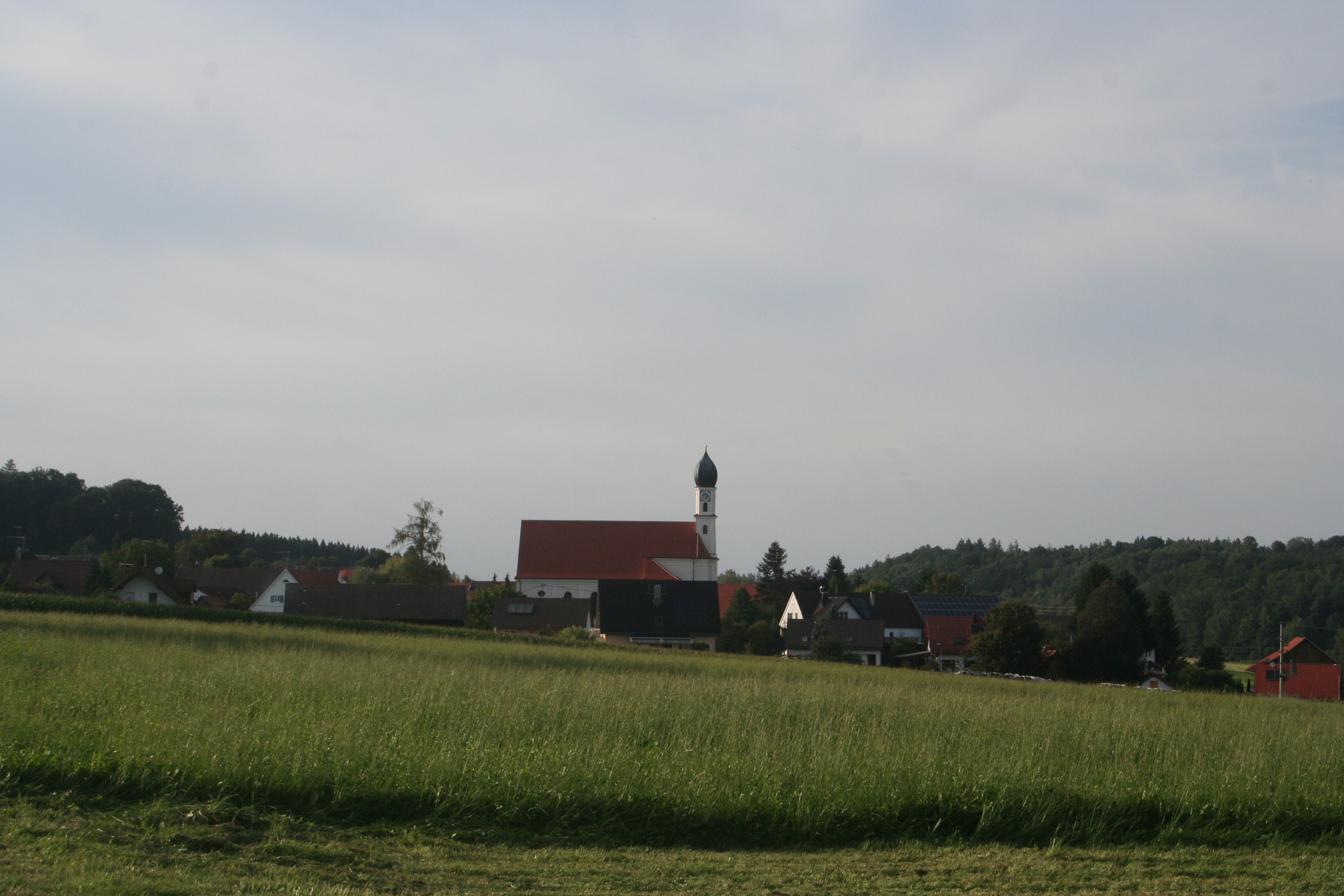
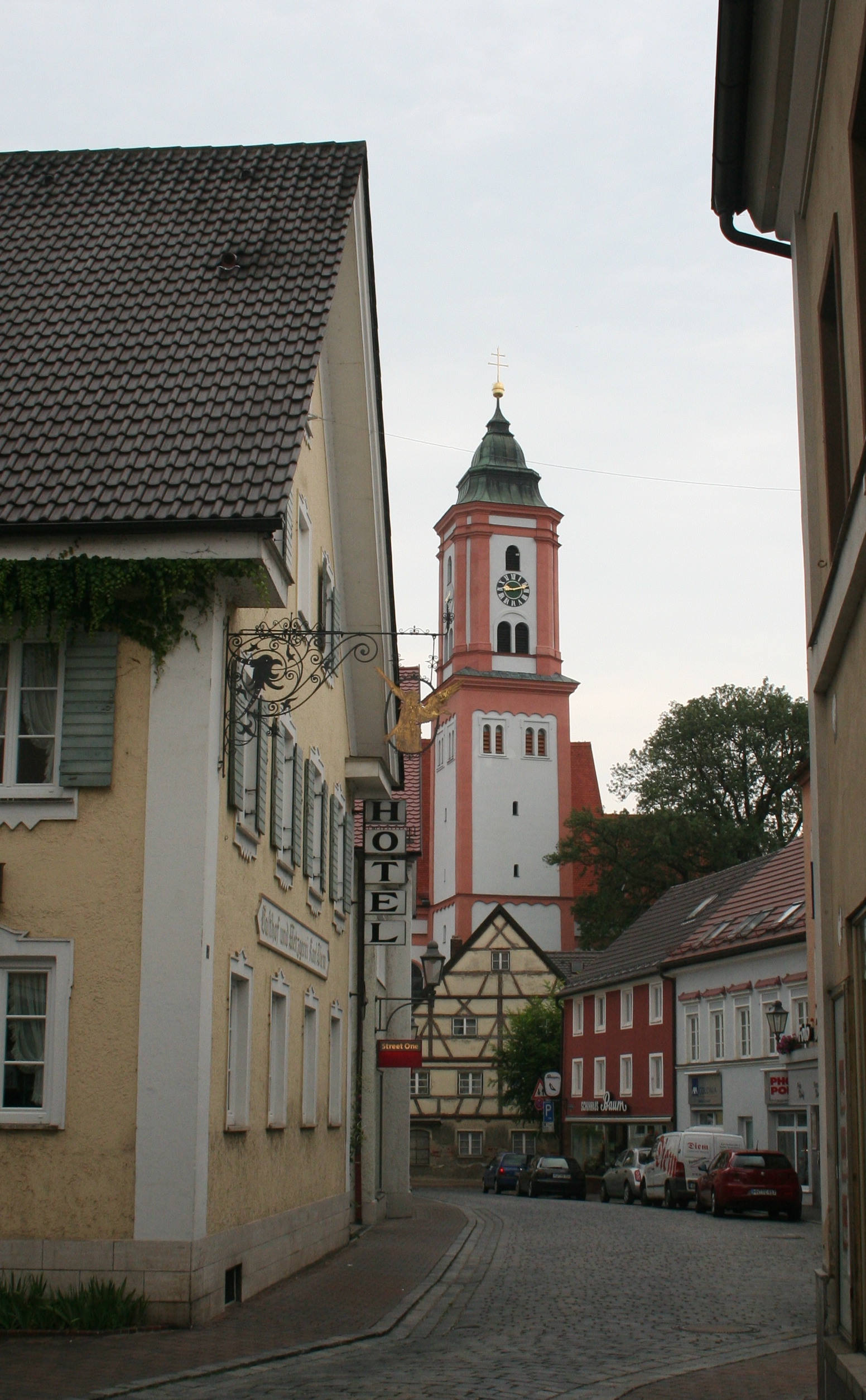
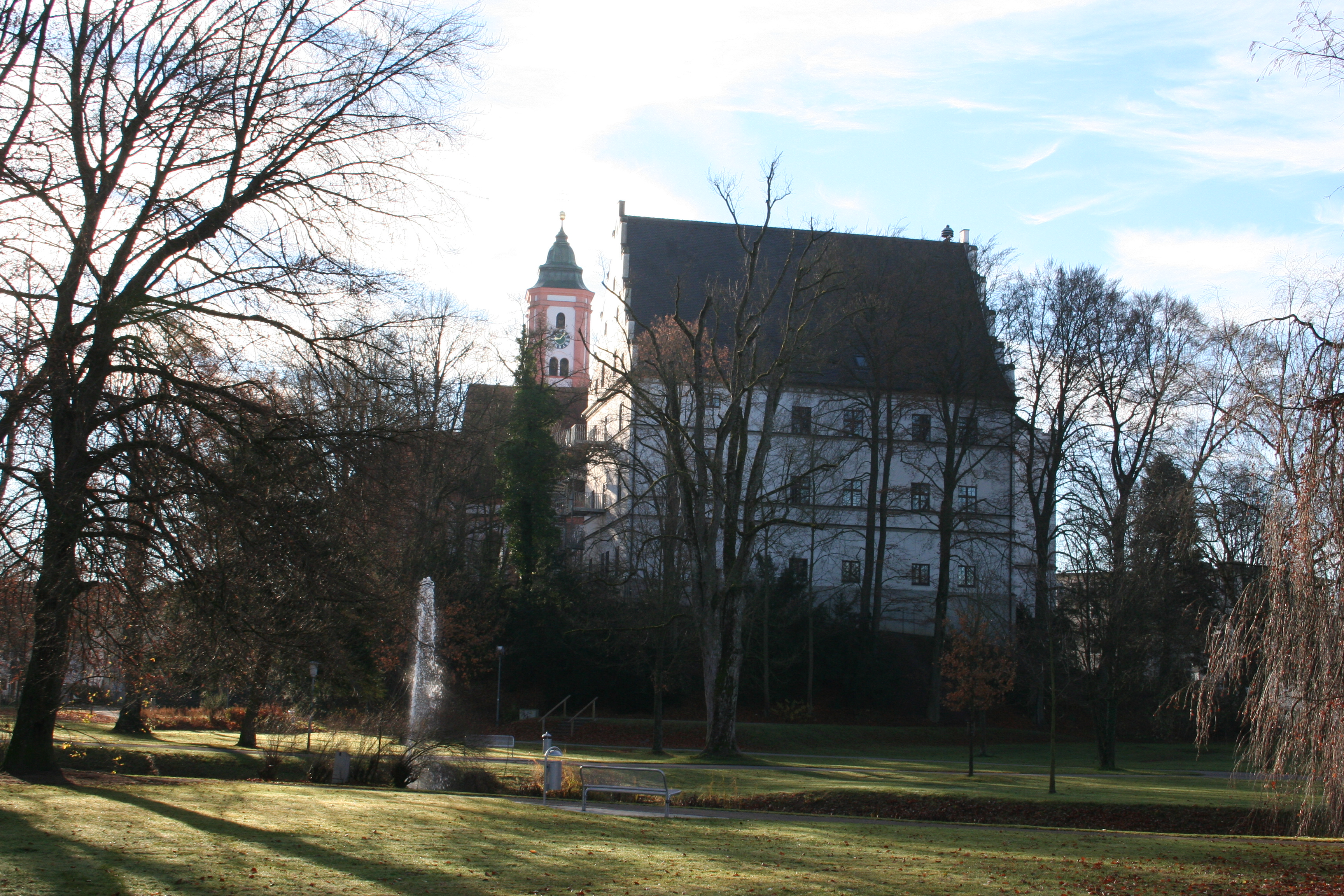
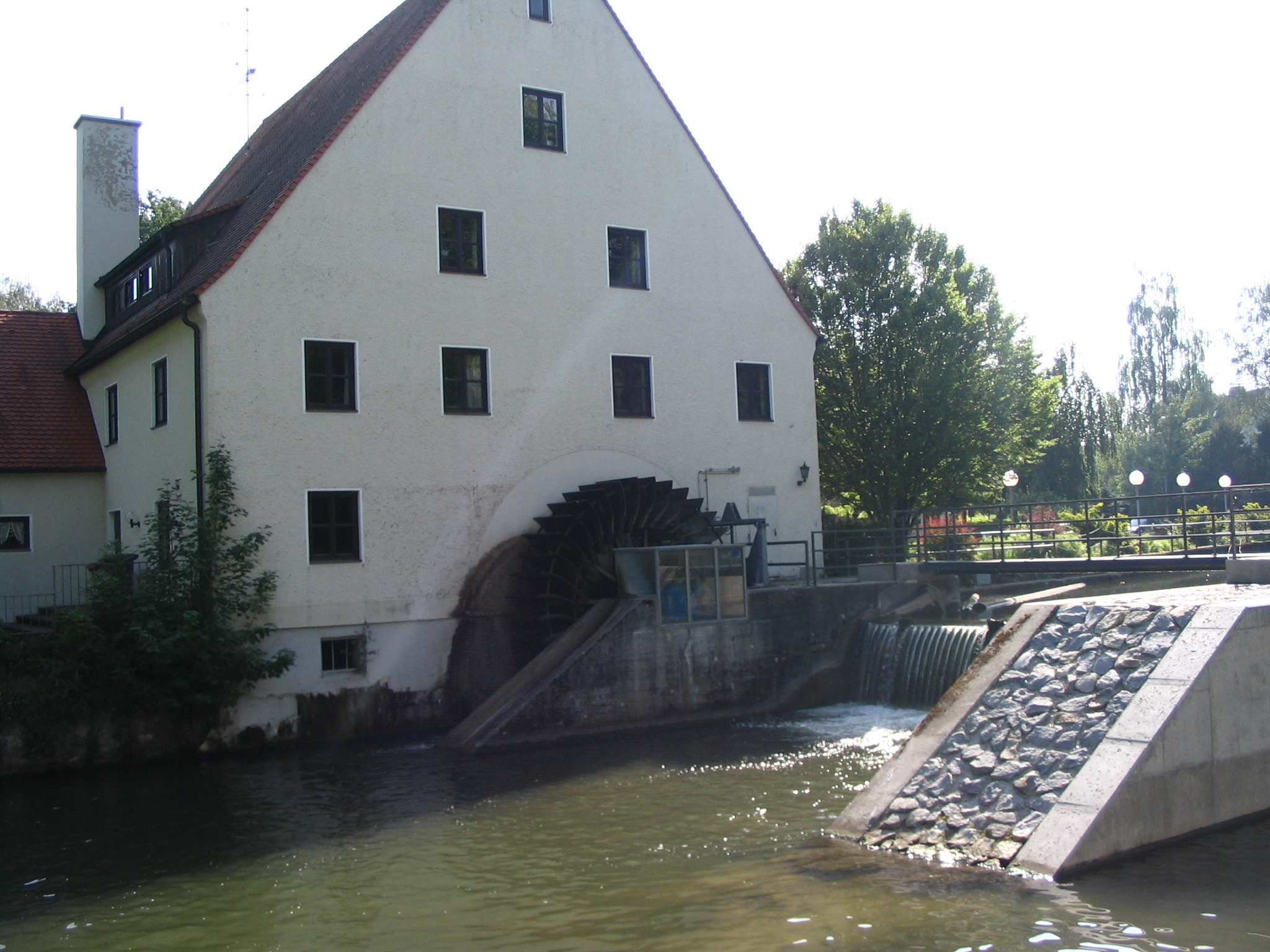
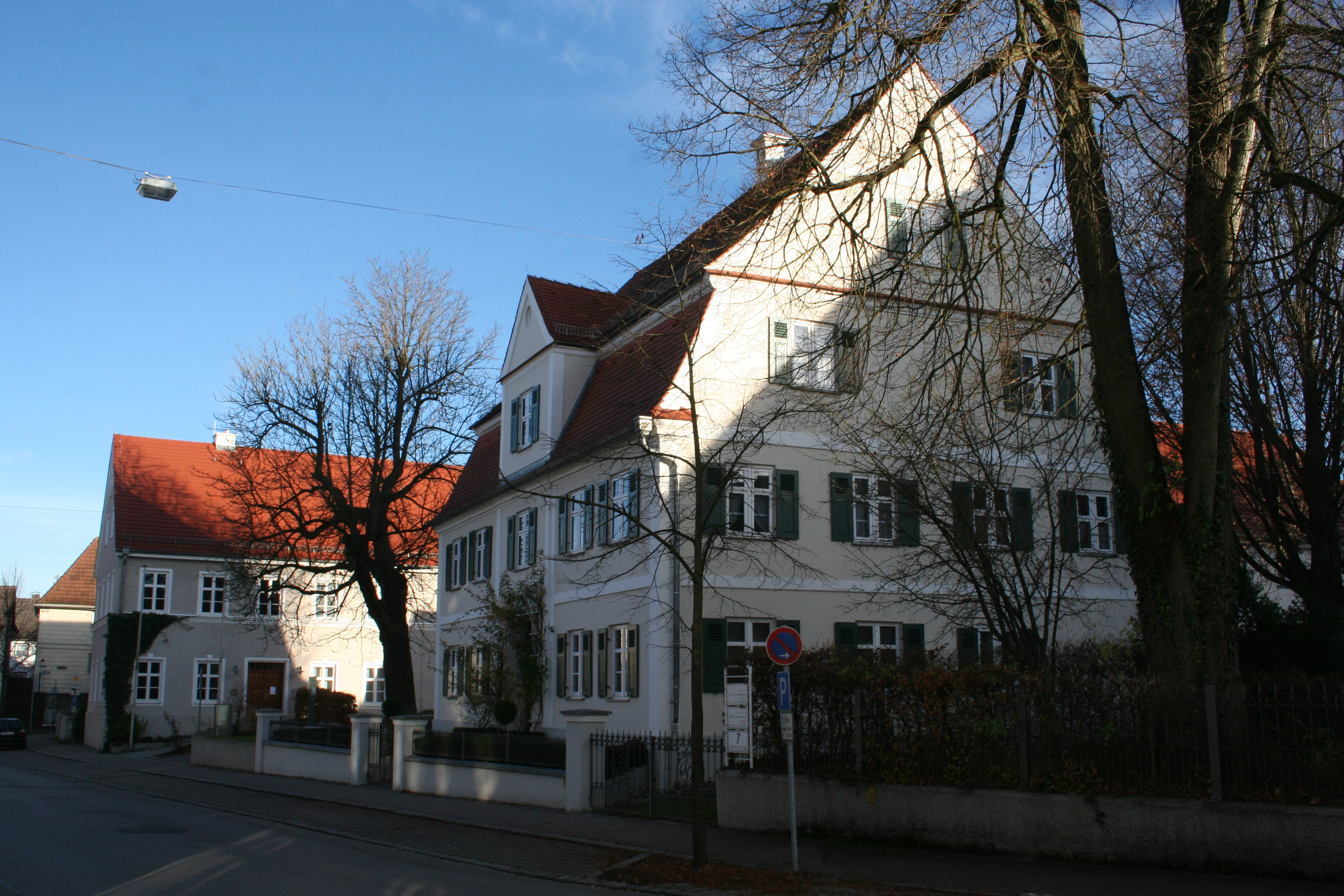
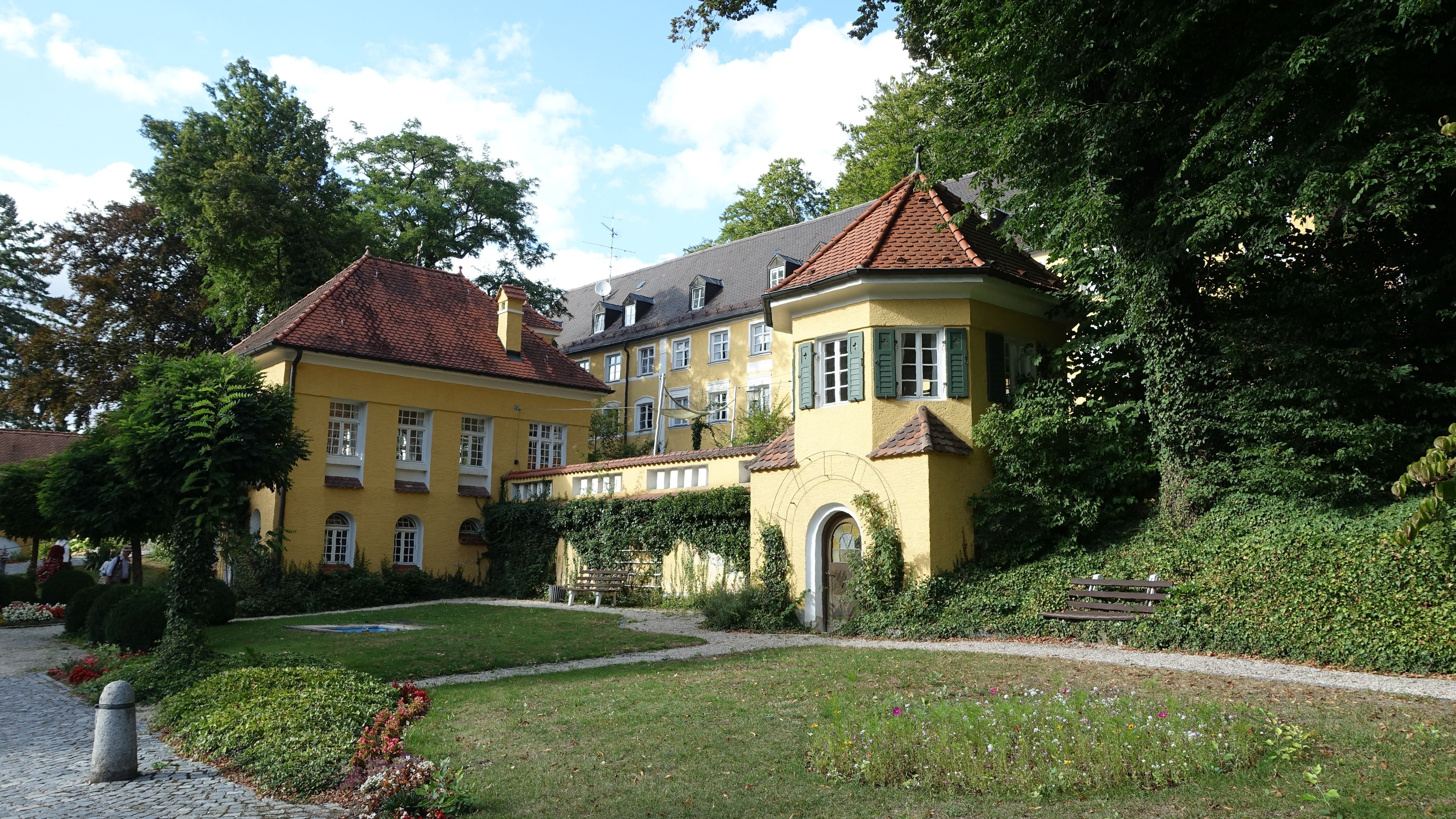